# Eutetranychus africanus
Eutetranychus africanus är en spindeldjursart som först beskrevs av Tucker 1926.  Eutetranychus africanus ingår i släktet Eutetranychus och familjen Tetranychidae. Inga underarter finns listade i Catalogue of Life.